# Jeremy Northam
Jeremy Philip Northam (Cambridge, 1 de Dezembro de 1961), é um ator britânico. Atuou em diversos filmes e séries de TV, com destaque para o longa Amistad, The Tudors, onde foi Thomas More e recentemente na série exclusiva da Netflix, The Crown, no papel de Anthony Eden.

## Vida pessoal
Nascido em Cambridge, Jeremy é o mais novo de quatro irmãos. Sua mãe, Rachel Howard, era ceramista e professora de economia e seu pai, John Northam, era professor de literatura e teatro. Jeremy estudou no Bedford College, da Universidade de Londres, com bacharelado em Artes. Cursou a escola de teatro da Bristol Old Vic Theatre School. Foi casado com a maquiadora Liz Moro, de 2005 até o divórcio do casal, em 2009.

## Carreira
Um de seus papéis de destaque foi no Royal National Theatre, onde substituiu Daniel Day-Lewis no papel de Hamlet (1989). Foi agraciado com o Olivier Award em 1990 por sua performance em The Voysey Inheritance. Sua estreia nos cinemas dos Estados Unidos foi ao lado de Sandra Bullock no filme A Rede, de 1995. O ator também empresta sua voz para a gravação de audiobooks e games.

## Filmografia
- 1987 - Suspeita (Suspicion) (TV)
- 1988 - Journey's end (TV)
- 1991 - A Fatal Inversion (TV)
- 1992 - O Morro dos Ventos Uivantes
- 1994 - A Village Affair
- 1995 - A Rede
- 1995 - Carrington
- 1996 - (Emma)
- 1997 - Mutação
- 1997 - Amistad)
- 1998 - The Tribe (TV)
- 1998 - Nem Todas as Mulheres São Iguais
- 1999 - Happy, Texas
- 1999 - (Gloria)
- 1999 - Cadete Winslow (The Winslow Boy)
- 1999 - An Ideal Husband
- 2000 - A Taça de Ouro
- 2001 - Assassinato em Gosford Park
- 2002 - Possessão
- 2002 - (Enigma)
- 2002 - Cypher
- 2002 - Martin and Lewis (TV)
- 2003 - The Singing Detective
- 2003 - A Confissão
- 2004 - Bobby Jones, Stroke of Genius
- 2005 - Guy X
- 2005 - A Cook and Bull Story
- 2006 - Checkmate
- 2007 - The Invasion
- 2007 - The Tudors
- 2007-2008 - The Tudors (TV)
- 2008 - Fiona's Story (TV)
- 2008 - Dean Spanley
- 2009 - Creation
- 2009 - 1939
- 2023 - Freud's Last Session